# Салтановское сельское поселение
Салта́новское сельское поселение — упразднённое муниципальное образование в юго-западной части Навлинского района Брянской области.
Административный центр — село Салтановка.
Образовано в результате проведения муниципальной реформы в 2005 году, путём слияния дореформенных Салтановского и Глинненского сельсоветов.
Законом Брянской области от 8 мая 2019 года были упразднены Вздруженское, Пролысовское и Салтановское сельское поселения, все включённые в Алешенское сельское поселение.

## Население
| 2010 | 2011  | 2012  | 2013  | 2014 | 2015 | 2016 |
| ---- | ----- | ----- | ----- | ---- | ---- | ---- |
| 1034 | ↘1030 | ↘1023 | ↘1016 | ↘998 | ↘985 | ↘961 |
| 2017 | 2018  | 2019  |       |      |      |      |
| ↘929 | ↘914  | ↘913  |       |      |      |      |

## Населённые пункты
| № | Населённый пункт | Тип     | Население |
| - | ---------------- | ------- | --------- |
| 1 | Глинное          | село    | ↘124      |
| 2 | Салтановка       | село    | ↘854      |
| 3 | Сосновское       | деревня | ↘38       |